# Miriam Liedvogel
Miriam Liedvogel (* 23. Februar 1977 in Freiburg im Breisgau) ist eine deutsche Zoologin und Evolutionsbiologin mit dem Schwerpunkt Variabilität und (epi)genetische Grundlagen des Vogelzugs. Sie ist seit 2020 Professorin für Ornithologie am Institut für Biologie und Umweltwissenschaften (IBU) der Universität Oldenburg und Direktorin des Instituts für Vogelforschung „Vogelwarte Helgoland“ in Wilhelmshaven.

## Leben
Miriam Liedvogel studierte Biologie an der Ruprecht-Karls-Universität Heidelberg, der Humboldt-Universität zu Berlin und der Universität Oxford, wo sie mit einem Master in Integrative Biosciences abschloss. Nach ihrer Promotion an der Universität Oldenburg zu Orientierungsmechanismen bei Zugvögeln im Jahr 2006 fokussierte sie ihre Forschung auf die Wahrnehmung des Erdmagnetfeldes (Magnetsinn). Sie erhielt Stipendien für Forschungsaufenthalte am Edward Grey Institute of Field Ornithology der Universität Oxford (Marie Skłodowska-Curie Maßnahme) und an der Universität Lund in Schweden (Feodor Lynen Stipendiatin der Alexander-von-Humboldt-Stiftung). 2014 ging sie an das Max-Planck-Institut (MPI) für Evolutionsbiologie in Plön und baute dort die Forschungsgruppe Verhlaltensgenomik auf, die sie auch leitete. Ihre Habilitation an der Christian-Albrechts-Universität in Kiel mit dem Thema Bird migration: The genetic architecture of seasonal traits erfolgte im Jahr 2019.
Liedvogel ist als Professorin an der Carl von Ossietzky Universität Oldenburg und Direktorin des Instituts für Vogelforschung „Vogelwarte Helgoland“ die erste Frau in dieser Position.

## Wirken
Liedvogel untersucht die Variation und die Determinanten des Zugverhaltens von Vogelarten wie der Mönchsgrasmücke mit dem Ziel, dessen genetischen Grundlagen und Evolutionsgeschichte zu verstehen. Dazu verknüpft sie exakte Informationen über das Zugverhalten von Vögeln – im Freiland sowie unter Laborbedingungen – mit modernen Methoden der Genetik sowie mit physiologischen und molekularen Daten. Die Mönchsgrasmücke ist dabei ein besonders geeigneter Modellorganismus. Denn diese Vogelart ist im Hinblick auf ihr Verhalten gut untersucht und bezüglich Zugneigung, Zugdistanz und Zugrichtung ausreichend variabel, um molekulare und genetische Unterschiede bei den Individuen zu analysieren.
Um die Ursachen von unterschiedlichen Zugwegen und das Timing des Abflugs in die Überwinterungsgebiete zu erfassen, werden die Vögel mit Hell-Dunkel Geolokatoren besendert. Das ermöglicht Unterschiede in der Zugstrategie mit genomischen Unterschieden zu korrelieren und so jene Bereiche im Genom zu identifizieren, die für Variblität im Zugverhalten ausschlaggebend sind.
Neben der Forschung engagiert sich Liedvogel für die Verbreitung von ornithologischem Wissen, indem sie öffentliche Vorträge hält, populärwissenschaftliche Artikel verfasst und Kinderbücher schreibt und illustriert.

## Auszeichnungen
- 2009 Preis für die beste Veröffentlichung zur Tiernavigation durch das Royal Institute of Navigation (RIN)
- 2018 Norddeutscher Wissenschaftspreis zusammen mit Sandra Bouwhuis
- 2021 JED Williams Medaille des RIN für das Engagement in der Animal Navigation Interest Group und der Leitung des Animal Navigation Forums[11]
- 2023 Preis für hervorragende Promotionsbetreuung der Universitätsgesellschaft Oldenburg[12]